# Oulimnius hipponensis
Oulimnius hipponensis là một loài bọ cánh cứng trong họ Elmidae. Loài này được Berthélemy miêu tả khoa học năm 1979.